# Luis Augusto Rebelo da Silva
Luis Augusto Rebelo da Silva (Lisboa, 1822 — 1871) va ser un escriptor i historiador portuguès que va escriure diverses obres sobre la història de Portugal així com crítica, assaig i teatre, especialment de caràcter històric.

## Obres
- História de Portugal nos séculos XVII e XVIII (1860-71)
- A mocidade de D.João V (4 volums, 1852-53)
- Contos e lendas (1873)